# 中國—斯里蘭卡關係
中國—斯里蘭卡關係是指中國與斯里蘭卡的外交關係。現時兩國關係和暖。中國在科倫坡有一大使館，斯里蘭卡在北京有一大使館。

## 历史
1284年，元朝曾出征斯里兰卡。1293年，元朝另一舰队去波斯的路上访问斯里兰卡。马可波罗说他随船前往。
郑和下西洋曾经过此地，与当时的锡兰山国（甘波罗王国）爆发军事冲突。锡兰山国战败，其国王亚烈苦奈儿被俘虏并押送至大明。

## 外交關係

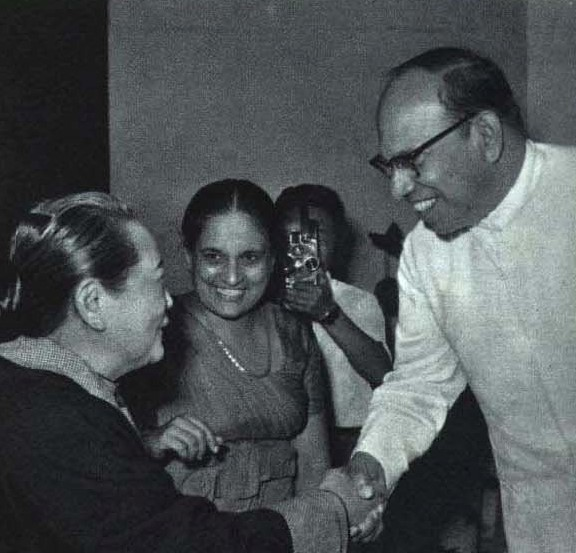
1964年2月，宋庆龄副主席访问锡兰，与锡兰总督威廉·高伯拉瓦夫妇会面

斯里蘭卡是第一批承認中華人民共和國的國家之一。1950年1月7日，在联合王国承认中华人民共和国翌日，錫蘭自治领承认中华人民共和国，并与中华民国断绝关系，后于1957年2月7日與中華人民共和國建立大使級外交關係。斯里蘭卡與中國的關係自該時起轉好，並經常互訪和簽訂各種各樣的協議。中國為斯里蘭卡提供了經濟、軍事和技術的援助。

## 經貿關係
中國與斯里蘭卡於2007年簽訂投資推廣協議。中國公司也在斯里蘭卡的經濟特區範圍進行投資。
中國是斯里蘭卡在亞洲的最大貿易伙伴，兩國亦計劃在2015年6月簽訂自由貿易協定。
中國也透過一帶一路計劃與斯里蘭卡合作，在可倫坡西部建立了國際金融城。
截至2021年4月，斯里蘭卡總額近350億美元的外債中，有10%來自中國。

### 能源
斯里蘭卡提供石油開發予中國。中國正在為斯里蘭卡建設兩座500 MW的地熱能發電廠。

### 基建
中國國營企業為斯里蘭卡建造許多大工程。
中國為斯里蘭卡鐵路現代化提供技術援助。

The Nelum Pokuna(Lotus Pond) Theater

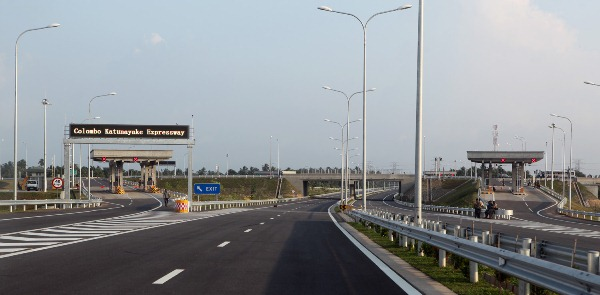
Katunayake Expressway (E03)

2013年8月，由中國營運的科倫坡國際集裝箱港口開始營運。中國企業對該5億元港口擁有85%股權，並作為新加坡和杜拜之間的一個轉運中心。中國企業活躍地參與斯里蘭卡的公路開發。E03公路由中國冶金科工集團建造。中國進出口銀行資助了整個計劃2億9200萬美元中的2億4820萬美元，令斯里蘭卡政府在此計劃裏只需支付4500萬美元。該集團亦正在建設第三期的E02公路。

## 軍事關係

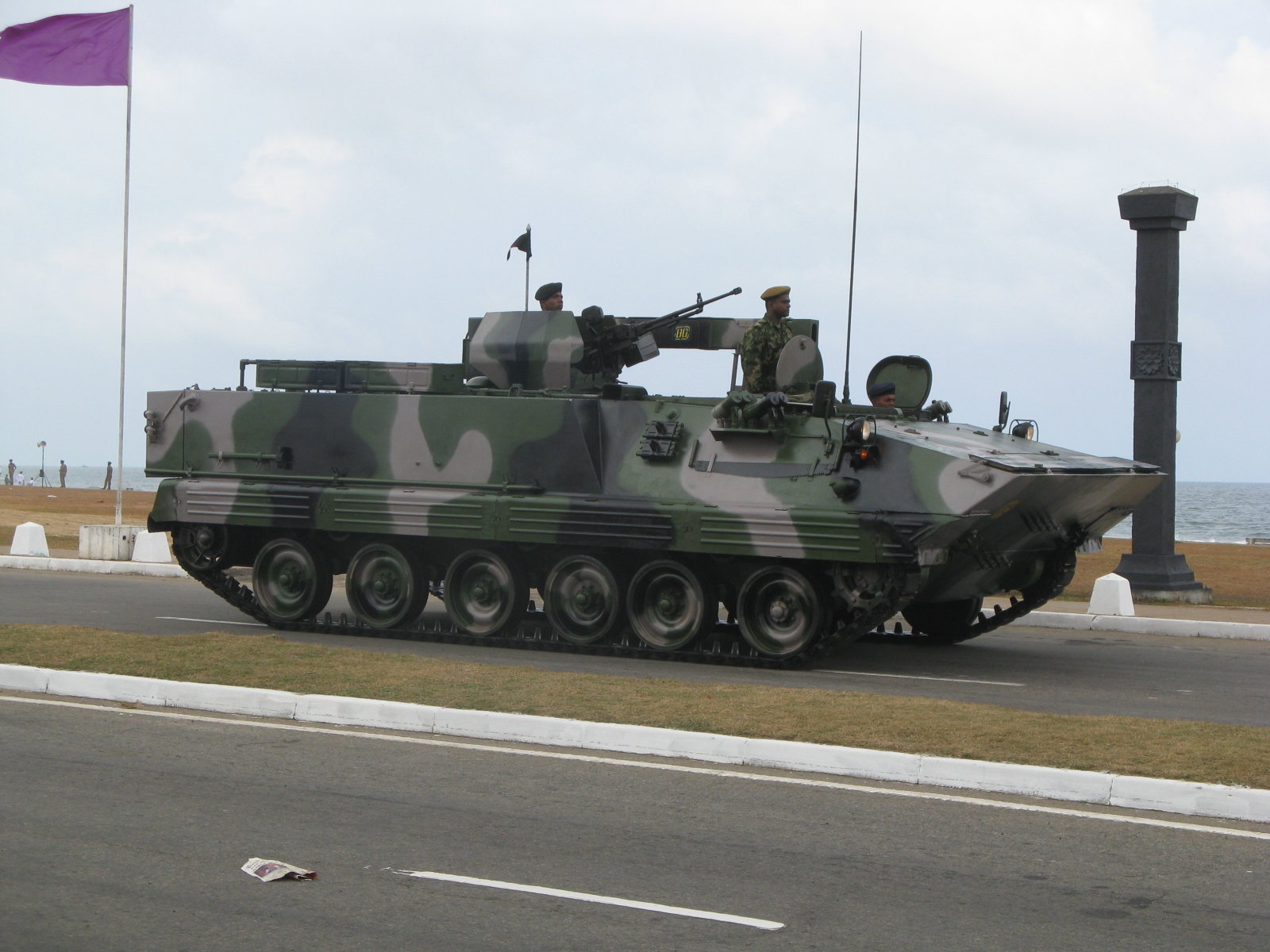
中國製造並在斯里蘭卡軍隊服役的YW534 AFV

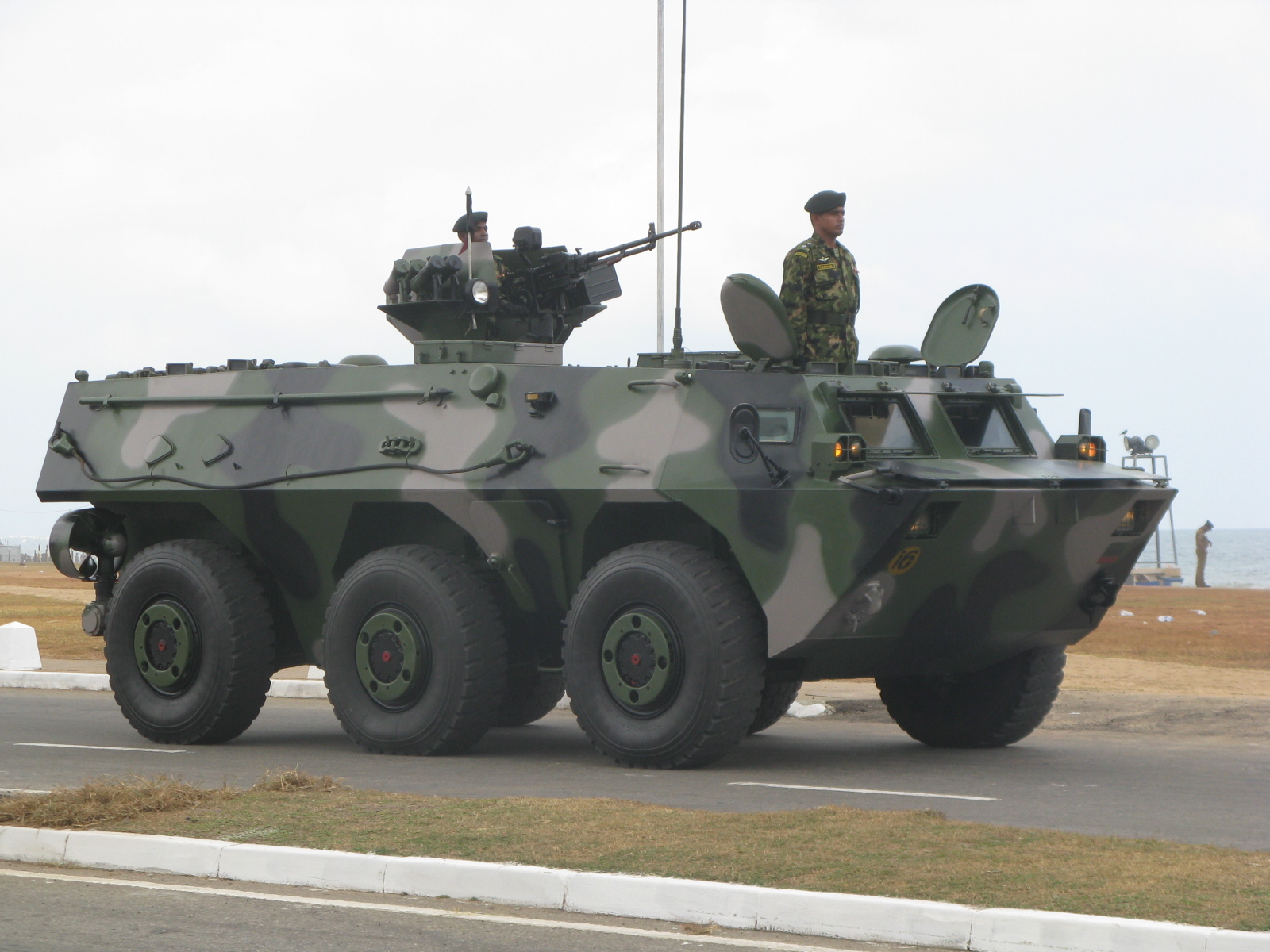
中國製造並在斯里蘭卡服役的WZ551 (Type 92) APC

中國是斯里蘭卡軍事裝備的穏定來源，並與斯里蘭卡合作擴充和將斯里蘭卡軍隊現代化。中國出口彈藥、反坦克導彈、火箭發射器及地對空導彈。雖然印度強烈不滿，中國核動力潛艇於2014年9月及11月進行幾次訪問斯里蘭卡。

## 医疗
2021年3月31日，中国政府援助斯里兰卡新冠疫苗运抵斯里兰卡科伦坡班达拉奈克国际机场，斯里兰卡总统戈塔巴雅·拉贾帕克萨率领多名部长前往机场迎接。中国驻斯里兰卡大使戚振宏与斯里兰卡负责药品生产、供应和监管的国务部长贾亚苏马纳分别代表两国政府签署疫苗移交证书。

## 外部連結
- 中華人民共和國駐斯里蘭卡民主社會主義共和國大使館官方網站（简体中文）（英文）
  - 中華人民共和國駐斯里蘭卡民主社會主義共和國大使館經濟商務處官方網站（简体中文）
- 斯里蘭卡駐華大使館官方網站（简体中文）（英文）
- 斯里蘭卡－中國商務理事會（简体中文）（英文）